# Kutxuguri (Krasnodar)
|  | Per a altres significats, vegeu «Kutxuguri». |

Kutxuguri - Кучугуры (rus) és un possiólok del krai de Krasnodar, a Rússia. Es troba a la península de Taman, a la vora occidental de la badia de Taman, a la mar d'Azov, a 38 km al nord-oest de Temriük i a 164 km a l'oest de Krasnodar, la capital.
Pertany al municipi de Fontalóvskaia.